# Rossana Lacayo
Rossana Lacayo de Herguedas, conocida profesionalmente como Rossana Lacayo (nacida el 3 de septiembre de 1956 en Managua, Nicaragua), es una fotógrafa, guionista, y cineasta nicaragüense. Considerada como una de las pioneras de la cinematografía nicaragüense por el Instituto Nicaragüense de Cultura. En el 2003 fundó Gota Films (Nicaragua), una compañía independiente de cine. Miembro de la Asociación Nicaragüense de Cine (ANCI), Lacayo reside en Nicaragua con su familia.

## Educación y carrera profesional
Rossana Lacayo nació en Managua pero estudió y se graduó del bachillerato en la escuela preparatoria Madeira School (1975) en Virginia (EE. UU.). Cursó sus estudios universitarios en la Universidad de Duke, Carolina del Norte (EE. UU.), obteniendo un diploma en Economía (1979). En el año 2010 obtuvo un diploma en Documental de Creación en la Universidad Autónoma del Estado de Morelos, México.  Desde una corta edad demostró interés en la fotografía y participó como fotógrafa en un periódico universitario.
A principios de los años 80s regresa a Nicaragua y trabaja como fotógrafa oficial en el Ministerio de Cultura de Nicaragua. En 1982 viaja al El Salvador por un corto tiempo a cubrir la guerra como fotógrafa y casi pierde la vida. En el año 1983 se trasladada a INCINE (Instituto Nicaragüense de Cine) en donde se integra al equipo de producción de documentales que la exponen a la cinematografía.
Según la historiadora de cine nicaragüense, Karly Gaitán Morales, el año 1982 fue cuando Lacayo comienza su carrera profesional de cineasta al trabajar, siendo parte del equipo de INCINE, con cineastas internacionales como el chileno Miguel Littín. También adquiere experiencia al trabajar con equipos cinematográficos y actores de México, Francia, y Cuba. Su primera obra de cine fue el documental Estos sí pasarán (1984), que participó en festivales internacionales de cine en Canadá y Suecia, y fue seleccionado para participar a la edición 58 de los Premios Óscar (1985) de la Academia de Artes y Ciencias Cinematográficas de Hollywood. En el 2003 funda la productora independiente Gota Films de la que es presidente. Ha sido miembro del Instituto Nicaragüense de Cine (INCINE), de la Asociación Nicaragüense de Cinematografía (ANCI) y de la Escuela Iberoamericana de Cine Documental (IBERDOC).
Aunque Lacayo ha trabajado principalmente en cine, nunca abandonó la fotografía, actividad que considera su pasión y que continuó ejerciendo inclusive durante sus años en INCINE donde tomó fotos still de los filmes en los cuales participó. A principios de los años 2000s Lacayo comenzó a tomar fotografías de las actividades de las personas que viven en La Chureca el cual es el basurero de Managua y el más grande de Nicaragua. En el 2012 Lacayo fue escogida por el Banco Mundial para participar con cuatro de sus fotos del vertedero en una exposición de fotografías titulada El Cambio en la capital estadounidense. El año siguiente Lacayo realizó un documental titulado San Francisco de La Chureca (2013).

## Reconocimientos
.   Premio Nacional de Fotografía 1982
.   Premio Gueguense de Oro Cinemateca Nacional de Nicaragua 1996
.   Premio de guiones Göteborg Film Festival Fund (Suecia) 2006
.   Premio V Bienal Iberoamericana de Video Creación y Arte Digital San José (Costa Rica) 2007
.   Premio Cineasta del año Asociación de Artistas de Nicaragua 2008 
.   Premio Desarrollo de guiones IBERMEDIA Madrid (España) 2019
•	El 1 de marzo de 2008 Rossana Lacayo recibió la Orden de la Independencia Cultural Rubén Darío por ser pionera del cine nicaragüense - galardón otorgado por el gobierno de Nicaragua a personas destacadas

## Premios
- Premio Fundación Pia Kakoseos para mujeres cineastas por Estos si pasaran Estocolmo, Suecia (1985)
- Premio de la Prensa en el DOK Liepzig[9] - XXXI Festival Internacional de Documentales y Animación Liepzig, Alemania (1988) por su obra Un secreto para mí sola (1988) sobre la poeta Vidaluz Meneses.
- Tercer Premio Coral Carteles de Cine del X Festival Internacional del Nuevo Cine Latinoamericano de La Habana, Cuba (1988) por su obra Vida en el amor, corto sobre Ernesto Cardenal (1988).
- Mención Especial Premio Kuntur Pacha a la mejor obra por Verdades Ocultas Festival de Cine y Video Latinoamericano SURrealidades Bacatá, Colombia (2004)
- Nominada al Dirk Vandersypen Award TV por Verdades Ocultas Bruselas, Bélgica (2004)
- Premio a la Dirección de Arte en el Festival de Granada Cines del Sur, España (2006) por su obra Brisa Nocturna (2006) - éste filme también recibió el Premio a la Mejor Actriz para la protagonista Elena de Sojo en el San Francisco Short Film Festival (2006) y Premio a la Mejor Realización Integral en el Festival de Cine de Bruselas, Bélgica (2006).
- Mención de Honor en la VI Bienal de Artes Visuales, Managua, Nicaragua (2007) por su obra Equívoco, también recibe Mención Especial en el Festival Internacional de Cine de Barcelona, España, Premio a la Mejor Actriz en el San Francisco Golden Gate Fiction and Documentary Festival, todos en el 2007. En el 2008 recibe el premio a Mejor Edición en el Festival du Cinéma de Paris y el Premio a la Dirección de Arte en el Philadelphia Documentary & Fiction Film Festival APWF
- Premio Género Internacional por El valor de las mujeres: la lucha por el derecho a la tierra Festival Internacional de Cortometrajes FENACO Cusco, Perú (2009)
- Premio del Público al mejor documental internacional por El valor de las mujeres: la lucha por el derecho a la tierra Festival Internacional de Cine de Lebu, Caverna Benavides, Chile (2010)
- Seleccionada por El valor de las mujeres 3° Muestra Itinerante de Cine del Caribe ICAIC, La Habana, Cuba (2010)
- Seleccionada por El valor de las mujeres ADOCS 2011 Muestra de Documentales de América Latina, Fundación Comillas, Santander, España (2011)
- Premio del Público[10] por Mejor Documental por su obra Pikineras en el 7.º Festival de Cine Político, Social, y de Derechos Humanos , Valparaíso, Chile (2013)
- Premio mejor largometraje documental por PIKINERAS Brooklyn Audience Now, New York, USA (2015)
- Premio mejor largometraje documental internacional por PIKINERAS Festival Internacional de Cine Comunitario y Alternativo  Ciudad Bolívar (Bogotá) Colombia (2014)
- Mención Premio del Público por PIKINERAS Festival Internacional de Cine Mujer en la Montaña  Fusagasugá, Colombia (2014)
- Premio mejor largometraje documental centroamericano por San Francisco en la Chureca Festival Internacional de Cine Costa Rica, San José, Costa Rica (2014)
- Premio Iguana Dorada mejor largometraje internacional por San Francisco en la Chureca Festival Internacional de Cine de Guayaquil, Ecuador (2015)
- Diploma de reconocimiento por San Francisco en la Chureca Festival Internacional de Cine de los Derechos Humanos Sucre, Bolivia (2014)
- Mención Especial Premio Salvador Allende por San Francisco en la Chureca Festival Internacional de Cine de Derechos Humanos Valparaíso, Chile (2015)
- Mención Especial del Jurado por Yo soy de donde hay un rio Belize International Film Festival  Belize City Belize (2016)
- Premio Kuntur Pacha mejor largometraje documental por Yo soy de donde hay un rio Festival Iberoamericano de Cine Azul SURrealidades Bacatá, Colombia (2018)
- Premio mejor largometraje documental internacional por Las mujeres del Wangki Festival Internacional de Cine Alternativo y Comunitario Ciudad Bolívar(Bogotá), Colombia (2017)
- Premio mejor documental por Las mujeres del Wangki Festival Nicaragüense de Cine y Audiovisuales Managua, Nicaragua (2017)
- Premio mejor largometraje internacional por Las mujeres del Wangki 12 Months International Film Festival Cluj, Rumania (2019)
- Mención Especial del Jurado Premio Internacional ANACONDA de cine indígena por Las mujeres del Wangki Asunción, Paraguay (2018)
- Preseleccionada Premios Goya por Las mujeres del Wangki Madrid, España (2018)
- Preseleccionada Premio Iberoamericano de Cine FENIX por Las mujeres del Wangki México (2018)